# بنیاربیگ
بِنیاربِیگ دهستانی در استان آلیکانتهٔ اسپانیا است.
در این دهستان ۱٬۸۸۹ نفر زندگی می‌کنند. مساحت این دهستان ۷٫۳۷ کیلومتر مربع است.